# Danza acrobatica

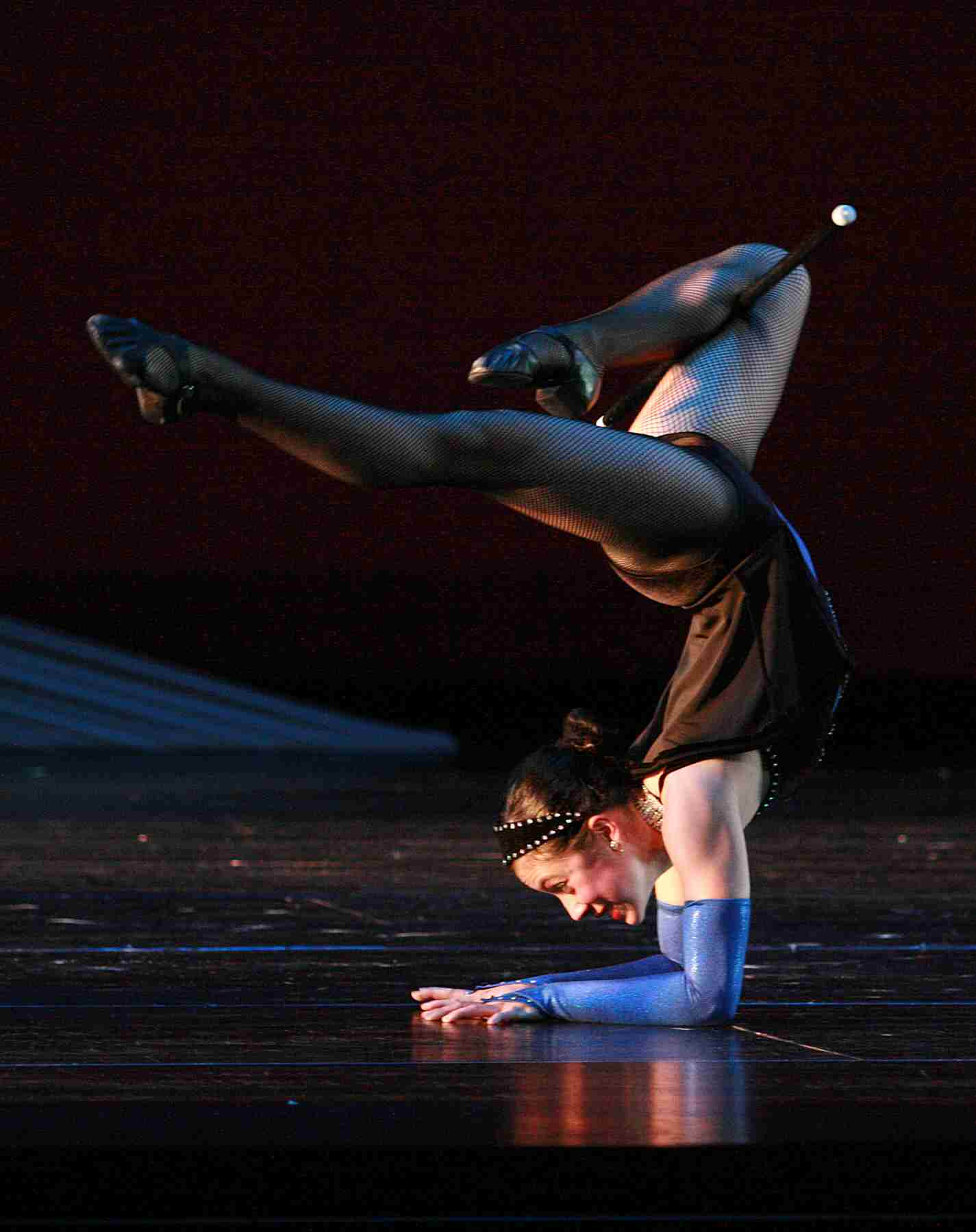
Elbow stand eseguito da una ballerina acrobatica

La danza acrobatica è uno stile di danza che unisce la tecnica della danza classica con elementi acrobatici tipici della ginnastica, risultando quindi uno stile fortemente caratterizzato dal dinamismo atletico.
Essa è diffusa sia nell'ambito della danza competitiva sia nei teatri di danza, inoltre pure circhi contemporanei come il Cirque du Soleil offrono esibizioni di danza acrobatica.

## Storia
La danza acrobatica emerse negli Stati Uniti d'America e in Canada durante gli inizi degli anni 1900, con le esibizioni nei vaudeville. Sebbene si poté assistere all'aggiunta di elementi acrobatici alla danza già prima del 1900, fu però durante questo periodo che la combinazione della danza con i movimenti acrobatici divenne popolare.
Con il declino del vaudeville la danza acrobatica cominciò a mutare passando, da quella che era principalmente una serie di acrobazie impostate sulla musica, allo stile moderno maggiormente incentrato sulle tecniche del balletto e in cui i movimenti acrobatici sono eseguiti in un contesto di danza.

## Caratteristiche
La danza acrobatica unisce il controllo corporeo, la flessibilità, l'equilibrio, l'atletismo e la precisione delle acrobazie a una coreografia e musica fluida di vari stili di danza.

### Tecnica di danza
I movimenti della danza acrobatica traggono origine dal balletto, dalla danza jazz, da quella moderna e da quella lirica.

### Elementi acrobatici
I movimenti acrobatici e gli equilibri eseguiti nella danza acrobatica vengono definiti trick. I trick comunemente eseguiti, oltre a possedere ciascuno una propria complessità e richiedere particolari abilità per l'esecuzione, variano in relazione al fatto che il ballo sia individuale o di coppia.
Alcuni trick individuali sono i seguenti:

Front aerial
Hand walking
Valdez
One-hand front walkover
Nip-up
Illusion turn
Barrel roll turn

I trick destinati a essere eseguiti in coppia possono prevedere dei sollevamenti, lanci o degli adagi (posizioni di equilibrio acrobatico).

Lawnmower
Pitch tuck
Swizzle
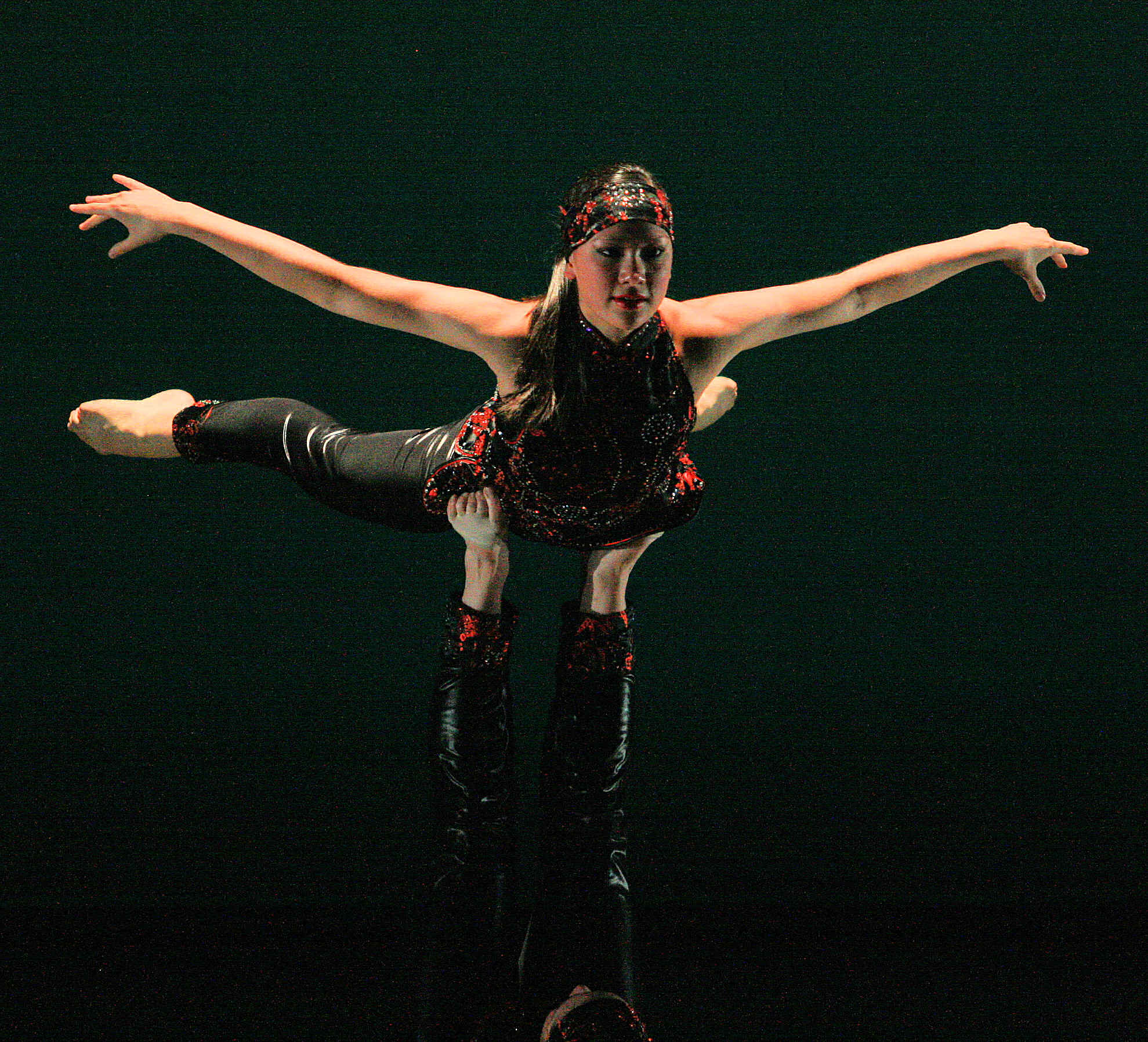
Adagio del cigno
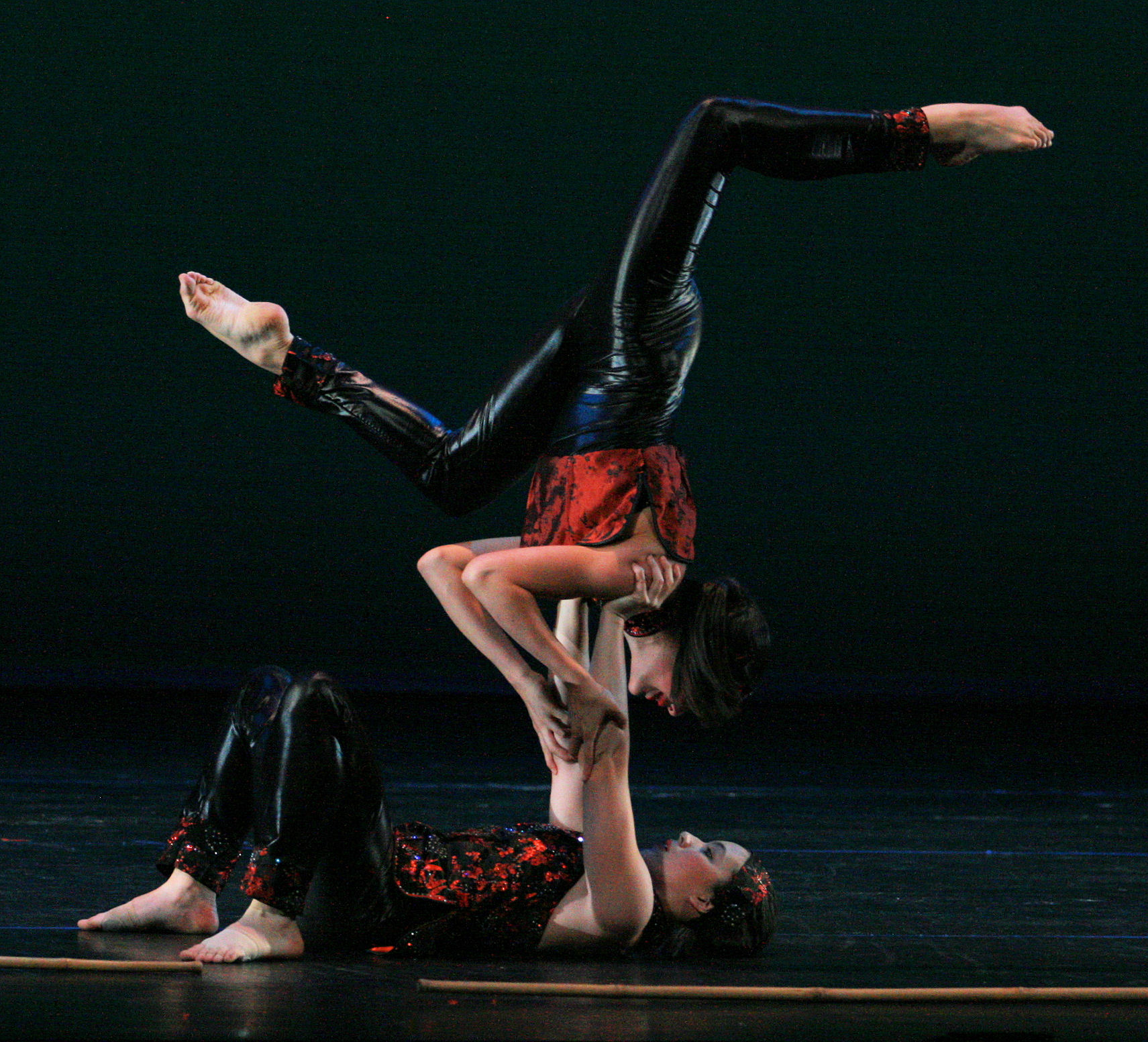
Adagio del cervo

Altri trick che riguardano un gruppo di più ballerini possono consistere nella formazione di piramidi umane.

## Abbigliamento

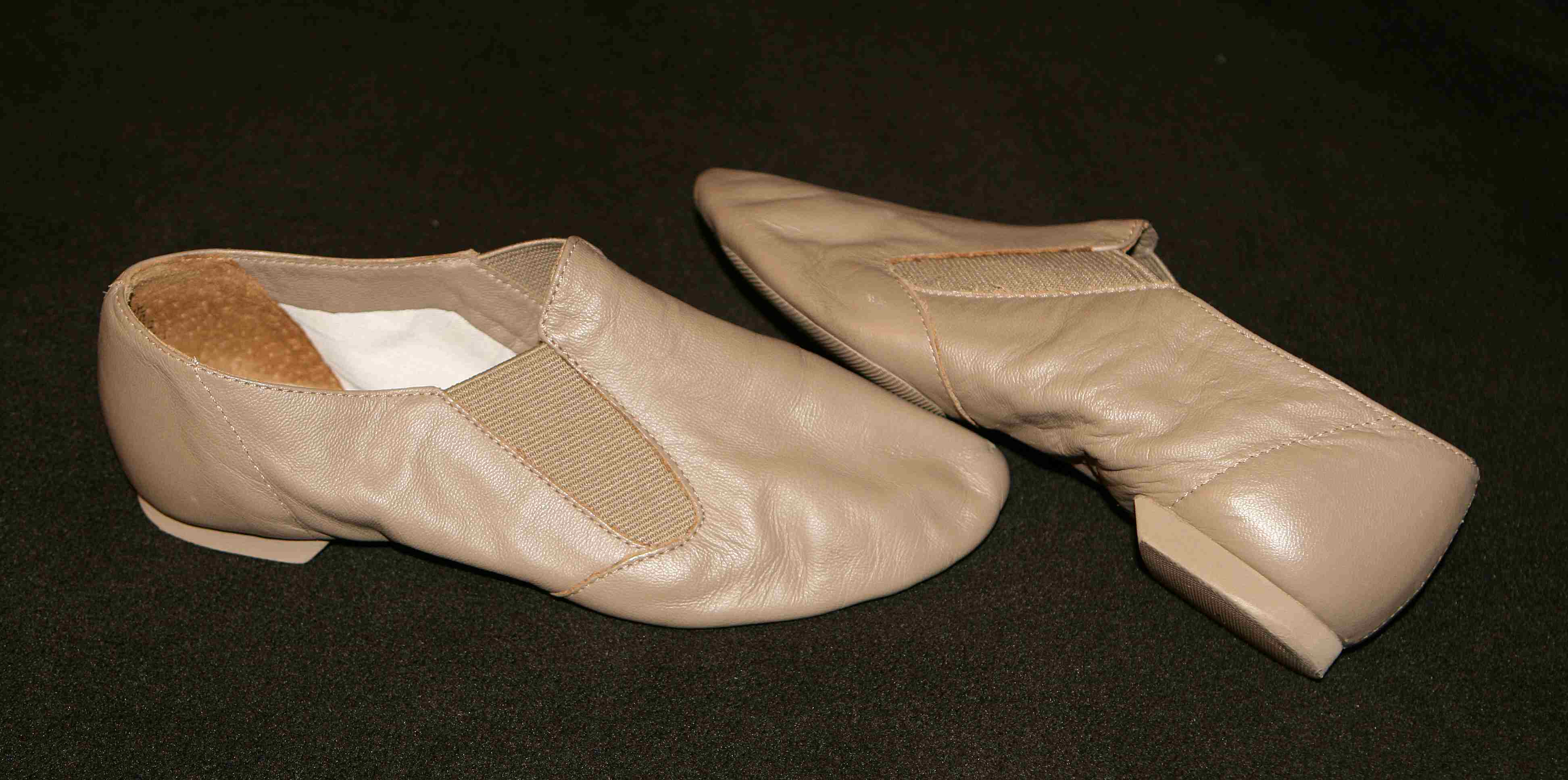
Scarpe da danza acrobatica

Data l'ampiezza dei movimenti tipica della danza acrobatica, i costumi indossati devono essere flessibili e ben aderenti. Eventuali gonne devono avere dimensioni tali da non costituire alcun intralcio. Esistono apposite calzature che proteggono dalle abrasioni che i piedi possono subire a contatto col pavimento, assicurando al contempo l'aderenza e l'ammortizzazione necessaria.